# Методы управления
''
Методы управления являются тем механизмом управления, который позволяет решать производственные задачи и составляет методологию. Понятие метод происходит от греческого слова μέθοδος и буквально означает «путь исследования», способ достижения какой-либо цели, решения задачи, совокупность приёмов или операций теоретического или практического познания и освоения действительности. Понятие механизма управления включает средства и методы управления, призванные приводить в движение систему управления.
Средства управления — это то, с помощью чего можно управлять, а методы — это способы использования средств управления. 
Методы управления — это способы, при помощи которых реализуются функции управления.
Выбор того или иного метода управления зависит от определения, осуществления на данном этапе функции управления и от имеющихся или доступных в этот момент времени средств управления. Также, немаловажное значение имеют различные внешние факторы: подбор персонала, направленность компании, масштаб управления и т. п.
```
Классификация методов управления 
```

Методы классифицируются по различным (критериям) признакам:
- по масштабам применения — общие, распространяющиеся на всю деятельность компании, и частные, применяемые к отдельным составным частям этой компании или, наоборот, к внешней среде (потребители, посредники и др.);
- по отраслям и сферам применения — в федеральном управлении, торговле, промышленности, образовании и др.;
- по роли на различных этапах жизнедеятельности организации — методы вывода из кризиса, стабилизирующие, развивающие и др.;
- по степени опосредованности воздействия — прямые и косвенные;
- по уровню обобщения управленческих знаний — методы теории и практики управления;
- по управленческим функциям — методы прогнозирования, планирования, организации, координации, мотивации, контроля и т. п.;
- по конкретным объектам управления и характеру поставленной производственной задачи и др.

В отношении критерия управления объектами и задачами, существует целый спектр методов управления. Разработаны методы финансового, антикризисного, инновационного менеджмента, методы управления рисками, производством, сбытом, коммуникациями, качеством, персоналом, проектами, малыми и крупными предприятиями и т. д., а также методы управления бизнес-процессами, взаимодействием бизнес-структур между собой и с клиентами и другие.

### Традиционная классификация методов управления
Традиционная общепризнанная классификация группирует методы менеджмента по характеру воздействия: экономические, административные (организационно-распорядительные) и социально-психологические. Такое группирование достаточно условно, так как эти методы имеют очень много схожего и взаимно проникают друг в друга. В то же время они имеют определённые различия в способах воздействия на объекты управления, что и позволяет рассматривать каждый из них в отдельности.

## Экономические методы
Сущность экономических методов состоит в том, чтобы через воздействие на экономические интересы сотрудников компании и других лиц, участвующих в экономической деятельности компании при помощи экономических рычагов (заработной платы, премий, прибыли, налогов, льготных цен и т. п.) организовать эффективное управление производством. В основе данных методов лежит материальное стимулирование, направленное на повышение ответственности и заинтересованности менеджеров в принятии эффективных управленческих решений, а также стимулирующих сотрудников проявлять инициативу при решении поставленных задач без специального распорядительного воздействия.
Использование экономических методов побуждает более эффективно проявляться обратные связи, что положительным образом сказывается на функции контроля. Применение экономических методов управления позволяет активизировать персонал в реализации поставленных задач, позволяет сделать процесс управления более адаптированным и гибким по отношению к конкретному трудовому коллективу.
Экономические методы управления отражают социально-экономическую природу компании и способствуют её развитию в современных рыночных условиях производства. Среди этих методов важное место занимает хозяйственный расчёт.
- Коммерческий расчёт

Суть коммерческого расчёта состоит в соотношении расходов и анализа рациональности хозяйственной деятельности фирмы и обеспечении получения прибыли.
Из-за того, что финансовый расчёт обобщает в себе как экономические рычаги и инструменты, так и функции управления, он оказывает содействие по обеспечению эффективности производства, технологического развития, оптимизированному использованию капитала, рентабельной кадровой политике.
Центральные органы управления, разрабатывая стратегию по всем этим вопросам, к разным подразделениям, применяют дифференцированный подход, в зависимости от сущности и характера их деятельности.
Получению устойчивой прибыли, достижению окончательной цели коммерческого расчёта, способствуют: ценообразование, финансирование и кредитование, издержки производства и другие экономические рычаги и инструменты коммерческого расчёта.
На принципы коммерческого расчёта оказывают воздействие характер выпускаемой продукции; степень, масштабы экономических связей между предприятиями; вид деятельности предприятия, то есть воплощение способов коммерческого расчёта непосредственно связано с определёнными, конкретизированными условиями. В наши дни коммерческий расчёт осуществляется, во-первых, в условиях централизации управления, во-вторых, в условиях самостоятельности предприятий и их подразделений.
Вторая особенность коммерческого расчёта — предоставление оперативной самостоятельности предприятиям, подразделениям (производственным отделам и филиалам). В итоге появилась форма взаимоотношений внутри фирмы, которая определяется как внутрипроизводственный (внутрифирменный) расчёт.
Финансово-экономическое положение подразделения зависит от степени оперативной самостоятельности организации. В рамках, предоставленных прав руководителю подразделения, он вправе принимать эффективные решения и самостоятельно выбирать пути достижения поставленной цели. Руководитель несёт полную материальную и административную ответственность за деятельность подразделения, которая непосредственно обусловлена принимаемыми им решениями. Так же можно установить цены на конечную продукцию, принять меры по уменьшению затрат, ввести научные исследования, внедрить в производство нововведения, изучить рынок и т. д. Руководитель отвечает за эффективное и рациональное использование денежных средств, а при необходимости добивается их пополнение новыми отчислениями.
Регулятор затрат — платежи и отчисления, оказывающие влияние на экономическую и производственную деятельность.
В результате, внутрипроизводственный расчёт несёт за собой достижение цели коммерческого расчёта и включает его элементы. Их различие в том, что Внутрипроизводственный расчёт реализовывается в пределах собственной организации, напротив коммерческий расчёт осуществляется между разными собственниками. Имеются различия в ценообразовании. Коммерческий расчёт в ценах отражает существующие товарно-денежные отношения, а при внутрифирменном — подразумевается установление внутренних цен организации.
- Ценовая политика

В действительности в ценах отображаются все аспекты экономической деятельности организации. Ценообразование включает в себя, во-первых, регулирующие факторы, во- вторых, — рыночная конкуренция.
В мире используют две категории цен: публикуемые и расчётные.
Публикуемые — фиксированные цены, например, цены прейскурантов и справочные цены, биржевые котировочные цены, фактические цены сделок крупных фирм на международном рынке.
 Расчётные (договорные) цены — цены сложного промышленного оборудования или нестандартной продукции.
Наиболее распространённые среди публикуемых цен — прейскурантные. Фирмы выпускают под своим товарным знаком прейскурант на стандартную продукцию потребительского товара массового спроса. Компании, направленные на сбыт продукции производят продажу по установленным ценам или ценам экспорта (импорта), а получение прибыли достигается за счёт скидок с цен, установленного прейскурантом, или за счёт разницы цен между прейскурантными и экспортными (импортными) ценами.
Свои прейскуранты могут создавать и выпускать ещё и лицензиаты, которые продают товары под своим товарным знаком или же под знаком фирмы, у которой была приобретена лицензия.
Расчётные цены относительно стабильны. Их отличие — единый уровень на одинаковую продукцию.
Существуют разные методы для установления цены и определения структуры цены.
Наиболее известный способ установления цены - «целевой» метод ценообразования по принципу «полезных издержек», суть его в том, что цену получаем при сложении целевой нормы прибыли и издержек производства.
- Финансовая политика

В концентрированном виде, финансовая политика любой фирмы, отражает влияние многих внутренних и внешних факторов. Включает в себя все аспекты экономической деятельности — производственный, научно — технический, материально — технического снабжения, сбыт. Она отражает выявление источников финансового ресурса и его распределения между подразделениями; распределение (перераспределение) прибыли; кредитование и финансирование различных подразделений; характер и структуру внутрифирменных финансовых операций. Гибкость этой политики  обусловлена приспособлением к денежному рынку, валютному курсу и налоговому законодательству. Внутрифирменные денежные потоки регулируются с помощью финансов и расчёты осуществляются централизованным путём.
Финансовые методы управления включают в себя основные подходы к распределению (перераспределению) прибыли: во-первых, вся прибыль сосредоточена в центральном подразделении управления организацией, во- вторых, прибыль распределяется по подразделениям с особыми правами её использования.
К внешним источникам финансирования можно отнести кредиты и займы, а также формирование акционерного капитала и продажу акций.
Главным принципом является самофинансирование, то есть использование внутренних источников. На втором месте выступает использование заёмных финансовых средств от коммерческих организаций, специализированных региональных и международных инвесторов, международных банков.
Обычно, займы и кредиты получает центральное звено организация, а затем уже распределяет их между предприятиями и подразделениями.

## Административные (организационно-распорядительные) методы управления
Административные методы управления – это совокупность способов и средств воздействия на персонал, основанных на власти и дисциплине. Главная особенность — прямое воздействие на объект и поведение исполнителей в определённой обстановке. Формой выражения являются распоряжения и приказы вышестоящего органа, которые носят обязательный характер для нижестоящего. Основанные на чётком разграничении прав, ответственности и обязанностей управляющего органа, которые закреплены в положениях структурных подразделений, инструкциях и функциональных обязанностях должностных лиц.
Организационно-распорядительный метод — оперативное воздействие на производственный процесс, с одной стороны, принятие перспективных и эффективных решений по усовершенствованию системы управления и производства, с другой стороны. Для классификации этих методов более рациональным и приемлемым считается деление на три группы: организационно-стабилизирующие, дисциплинарные и распорядительные.
Организационно-стабилизирующее воздействие выполняется:
- При организационном регламентировании определяются состав предприятия, функциональный набор его органов и должностных лиц. Основой является закон о предприятиях, то есть имеет характер правового регулирования всей системы управления.
- Нормирование — установление нормативов, то есть рамки по нижним и верхним пределам, нормы, правила взаимодействия служб и подразделений.
- Инструктирование — создание условий для осуществления процессов, независящих от индивидуальных качеств людей, а следующих из требований системы управления.

Менеджмент не может осуществлять процесс управления без распорядительного воздействия, когда перед управляющей и управляемой системами поставлены конкретные задачи — обеспечить техническое, организационное и экономическое регулирование процесса производства, предупреждающее отклонения, восстанавливающее ранее предусмотренные параметры.
Распорядительное воздействие обеспечивается посредством распоряжений, приказов, уставных указаний.
Для того, чтобы распорядительное воздействие было эффективным, необходимо организовать строгий контроль за его исполнением.
Контроль и проверка исполнения — необходимые части любого распорядительного документа. Функция контроля является важной составляющей процесса управления. Как текущий, так и итоговый контроль выполнения производственного задания, позволяют добиться наиболее эффективного результата в управленческой деятельности.
Овладение эффективным использованием методов организационно-распорядительного управления — залог успешности деятельности менеджера любого уровня.

## Социально-психологические методы управления
Социально-психологические методы основываются на мотивации потребностей и интересов личности, коллектива, на их профессиональных связях и общении, инициируют творческую и профессиональную активность. Сущность социально-психологических методов состоит в том, чтобы путём воздействия на неэкономические интересы работников и экономических контрагентов задействовать эффективный механизм работы.
Эти методы управления задействуют механизмы, опирающиеся на моральные и эмоциональные стимулы, на поддержание положительного микроклимата в трудовом коллективе. Социально-психологические методы управления воздействуют на человека через удовлетворение и убеждение, применяя различные методики: убеждения, внушения, «заражения идеей» и т. п.
Современное управление компанией не может обойтись без социально-психологических методов управления, которые всегда дополняют как административно-командные, так и экономические методы менеджмента.
- Социальные методы

В условиях производства постиндустриального общества, особую значимость приобретает творческий подход к решению экономических задач, успешности которого в значительной степени способствует создание оптимальных условий труда, как отдельного сотрудника, так и всей творческой группы, коллектива, работающих над проектом. Деловая, творческая обстановка и здоровый микроклимат в коллективе являются важнейшими факторами, которые оказывают благоприятное влияние на результаты производства.
Трудовой коллектив — это социальная группа, для эффективного существования которой необходимо соблюдать определённый порядок, направленный на поддержание атмосферы сотрудничества и взаимопомощи.
Главной целью деятельности трудового коллектива является выполнение производственного задания, ради чего, собственного говоря, этот коллектив и создавался. По мере существования трудового коллектива, возникают и исчезают те или иные цели и задачи, значительная часть которых относится к социальной и духовной жизни людей, работающих в данном коллективе. Эти цели и задачи вытекают из общественных интересов и способствуют формированию трудовых отношений. Если внутри коллектива происходит разбалансировка единой воли коллектива, сложившихся трудовых отношений, то возникают противоречия во взглядах, появляются элементы борьбы мнений и тому подобное, что ведёт к распаду коллектива.
Для сохранения и поддержания коллектива в работоспособном состоянии, необходимо, чтобы все его члены подчинялись единым требованиям: внутреннему трудовому распорядку, производственной дисциплине, сложившимся в коллективе нормам права и морали, локальным актам компании, неформальным требованиям и традициям, сложившимся в данном коллективе.
Специальные методы управления — это средства управления социальными процессами, происходящими в трудовом коллективе, на основе социологических исследований и научных подходов. Исследования охватывают различные стороны жизни трудового коллектива, это и аттестация рабочих мест, и уровень квалификации сотрудников, заболеваемость и производственный травматизм, отношения с коллегами, психологическое состояние сотрудников и много другое.
В практике применяются разные методы сбора социальной информации, в зависимости от ситуации, но в целом дающие возможность обеспечить её полноту, достоверность, объективность и своевременность. К самым распространённым относятся интервью, анкетирование, анализ документов, создание структурных карт, наблюдение, социальный эксперимент.
- Психологические методы

Психологические методы — это совокупность механизмов воздействия на межличностные отношения, направленного на создание оптимального психологического микроклимата.
Эмоциональный фон, сопровождающий процесс производства, крайне важен для достижения положительного результата при выполнении производственных задач. Положительная реакция сотрудника на выполняемое поручение, оказывает непосредственное положительное влияние на личный результат, и, в конечном счёте, на коллективный результат всей компании.
Поэтому, руководителю крайне важно направлять значительные усилия на создание условий, для комфортного психологического климата в коллективе. Пути реализации могут быть разнообразны и многогранны: от чёткой постановки цели, формирования творческих, малых групп, до личностной мотивации сотрудника. Для реализации принципа гуманизации труда, то есть создания комфортных внешних условий труда: оформление рабочего места, мест отдыха, исключение монотонности в работе и т. д., необходимо также учитывать совместимость работников, объединённых в группы по разным признакам: симпатия, образование, эмоциональность и т. д.
Умелый руководитель умело применяет в своей деятельности систему мотивации сотрудников. Это и моральные мотивы (похвала, награждение грамотой и т. д.), и профессиональные (престижные курсы, продвижение по службе и т. д.), и материальные (премии, повышение оклада и т. д.). Самой эффективной мотивацией является внутренняя заинтересованность человека в выполнении определённой работы. Руководитель обязан разбираться в факторах, под воздействием которых складываются отношения работника к труду: традиции, профессиональная гордость, перспектива роста, привлекательность труда и т. п. Одни и те же условия труда оказывают различное влияние на работников, поэтому важно видоизменить их.
- Производственная педагогика

Овладение основами и применение на практике инструментов и методов производственной педагогики — обязанность каждого руководителя.
Каждый руководитель должен:
- знакомить сотрудников с перспективами развития общества, для того, чтобы сотрудники могли чётко понимать место и роль компании на рынке труда, а также перспективу её развития;
- знакомить сотрудников с миссией, с целями, задачами и результатами работы компании;
- привлекать сотрудников к формированию цели и задач деятельности компании, для того, чтобы они сознательно и систематически повышали предъявляемые к ним требования;
- при планировании, постановке задач, осуществлении контроля для деятельности сотрудника, учитывать его индивидуальные особенности;
- ориентировать сотрудников на выбор оптимальных путей решения производственной задачи, принимать во внимание их личностные качества при выдаче индивидуального задания и определении метода стимулирования.